# Catégorisation des tournois de tennis
La catégorisation des tournois de tennis  réfère aux différentes classes de tournois de tennis professionnels féminins et masculins, classes caractérisées par leur nombre de participants, leur dotation et le nombre de points attribués aux compétiteurs en fonction de leur parcours.

## Catégories des tournois féminins
Indépendamment des quatre tournois du Grand Chelem, organisés par l'ITF, il existe différentes catégories de tournois plus ou moins prestigieux sur le circuit WTA.

### De 1971 à 1975
En septembre 1970, le cigarettier Virginia Slims parraine son premier tournoi à Houston, doté de 7500 $.
En 1971, les Virginia Slims Series concernent 19 épreuves offrant une dotation totale de 309 100 $. Ces tournois se déroulent exclusivement aux États-Unis.
Depuis 1972, les meilleures joueuses et les meilleures paires de double participent au Masters, organisé en mars/avril, puis en fin de saison au mois de novembre à partir de 1986.

### De 1976 à 1987
Les saisons 1976 à 1982 de la WTA sont, outre les quatre tournois du Grand Chelem (organisés par l'ITF), scindées en deux circuits majeurs : 
- de janvier à mars : les Virginia Slims Series (1976-1978), auxquelles succèdent les Avon Series (1979-1982),
- d'avril à novembre/décembre : les Colgate Series (1976-1980), auxquelles succèdent les Toyota Series (1981-1982).

Les tournois Virginia Slims Series puis Avon Series se déroulent presque exclusivement aux États-Unis. Fin mars, les Masters voient s'affronter les joueuses ayant réalisé les meilleurs résultats de ces Series.
En 1982, on compte deux sous-catégories de tournois : les Futures (dotés de 40 000 $) et les Championnats (dotés de 100 000 à 200 000 $).
Les tournois Colgate Series puis Toyota Series couvrent une trentaine d'événements au total, partout dans le monde. Ils se répartissent en plusieurs sous-catégories, en fonction de leur dotation financière.
En fin d'année, à partir de 1977, une compétition finale confronte les joueuses ayant réalisé les meilleurs résultats de ces Series :
- 1977 : Colgate Series Championships (Palm Spring)
- 1978 : Colgate Series Championships (Palm Spring)
- 1979 : Colgate Series Championships (Washington DC) – épreuve disputée en janvier 1980
- 1980 : Colgate Series Championships (Washington DC) – épreuve disputée en janvier 1981
- 1981 : Toyota Series Championships (New Jersey)
- 1982 : Toyota Series Championships (New Jersey)

En 1982, on compte ainsi sept sous-catégories :
| Catégorie | Dotation minimum[pas clair] | Tournois                                                                            |
| Finale    | 300 000                     | Toyota Series Championships                                                         |
| Série 7   | 300 000                     | Hilton-Head, Amelia Island, Orlando, Canada                                         |
| Série 6   | 175 000                     | Tokyo                                                                               |
| Série 5   | 150 000                     | Bridgestone doubles, Eastbourne, US Clay Court, Brighton                            |
| Série 4   | 125 000                     | San Diego, US Indoors, Derfield Beach, Tampa, Stuttgart, Brisbane, Sydney, Richmond |
| Série 3   | 100 000                     | Italian Open, Swiss Open, German Open, Birmingham, Monte-Carlo, Atlanta, Mahwah     |
| Série 2   | 75 000                      | Borden Classic, Japan Open, Hong Kong                                               |
| Série 1   | 50 000                      | Sardaigne, Hittfeld                                                                 |

En 1983, le commanditaire Virginia Slims (succédant à Avon et Totota) prend les rênes du circuit feminin pendant toute l'année,,.
Parallèlement à ces circuits, des tournois font partie du Women's International Grand Prix, organisés dans le monde entier ou alors sont appelés des non-Tour events (tournois non affiliés).

### De 1988 à 2008
En 1988 la WTA réorganise son mode d'organisation. On compte cinq catégories de tournois strictement définis, en sus des quatre épreuves du Grand Chelem. Ce système perdurera pendant 21 saisons. Soit par ordre d'importance :
- les tournois dits Tier I,
- les Tier II,
- les Tier III,
- les Tier IV,
- les Tier V (ces derniers disparaissant en 2005).

À noter que pendant les deux premières années, les tournois ne sont pas appelés Tier mais category.

### De 2009 à 2020
2009 voit intervenir une importante réforme, visant à une meilleure lisibilité du calendrier, avec une réduction à deux principales « classes » de tournois : 
- des épreuves dites « WTA Premier Events », réparties en plusieurs sous-catégories selon leur dotation : 
  - quatre tournois combinés, « Premier Mandatory », c'est-à-dire simultanément organisés avec l'ATP (avec parité des gains). Toute joueuse dont le classement lui permet d'intégrer la compétition a l'obligation théorique de s'y présenter, sous peine de sanctions financières ;
  - les tournois « Premier 5 » au nombre de cinq ;
  - les tournois « Premier » (12 en 2017).

Les 9 épreuves « Premier Mandatory » et « Premier 5 » correspondent en termes de prestige et de dotations aux neuf Masters 1000 du circuit masculin.
- des épreuves moins prestigieuses et moins dotées, dites « WTA International Events ». Les joueuses qui se sont le mieux distinguées dans cette catégorie de tournois se retrouvent en fin d'année pour le « tournoi international des championnes » (de 2009 à 2014). En 2015 est instauré un « Masters bis », le Trophée de l'élite, en remplacement du tournoi international des championnes.

En 2012, la catégorie « WTA 125 », hiérarchiquement située entre les tournois ITF et les « International Events », est créée avec deux épreuves figurant au calendrier, avant que leur nombre croisse les saisons suivantes.
Hors du circuit principal, les joueuses s'affrontent dans les épreuves du circuit secondaire, l'ITF Women's Circuit, organisé par l'ITF, dont les épreuves sont dotées de 15 000 à 100 000 $.

### Depuis 2021
En collaboration avec l'ATP, la WTA annonce en décembre 2020 un remaniement de la dénomination de ses catégories de tournois pour la saison 2021  afin de créer un alignement et une meilleure cohérence au sein du tennis professionnel, ainsi qu'une plus grande simplicité pour les fans. Les nouvelles catégories sont les suivantes :
- WTA 1000 (anciennement Premier Mandatory et les Premier 5)
- WTA 500 (anciennement Premier)
- WTA 250 (anciennement International)
- WTA 125

## Catégories des tournois masculins

### De 1970 à 1989
Avant la réorganisation du fonctionnement de l'ATP en 1990, les tournois du circuit Grand Prix étaient classés suivant leur dotation. Par exemple, en 1980, figurent en haut de la hiérarchie les tournois du Grand Chelem qui offrent un minimum de 350 000$, puis 10 catégories de tournois dotées de 300 000$ à 75 000$, jusqu'à la plus faible, offrant 50 000$.
Le circuit WCT, organisé en parallèle avec le Grand Prix jusqu'aux années 1980, ne comportait pas de catégories, les dotations offertes étant sensiblement les mêmes sur chacun des tournois.

### Depuis 1990

Chronologie de la catégorisation des tournois masculins depuis 1990.

En dessous des tournois du Grand Chelem, les épreuves principales du circuit masculin organisées par l'ATP se répartissent en trois types de tournois :
- les tournois Masters 1000, au nombre de neuf, qui à partir de 1990, date de la mainmise de l'ATP sur l'ensemble des tournois masculins, ont succédé aux neuf Grand Prix Championship Series sous les noms successifs d'ATP Championship Series, Single Week (1990 - 1992), Super 9 (1993 - 1999), Masters Series (2000 - 2008) et Masters Series (2004 - 2008). Ce sont les tournois les plus prestigieux et les plus dotés après ceux du Grand Chelem.
- les tournois ATP 500, au nombre de treize. Ils correspondent aux anciens ATP Championship Series (1990-1999) puis ATP International Series Gold (2000-2008). Leur nom indique qu'ils rapportent 500 points au classement ATP et leur liste est susceptible de varier chaque année.
- les tournois ATP 250, au nombre de trente-huit. Ils ont succédé aux ATP World Series (1990-1999) et aux ATP International Series (2000-2008). Ils rapportent 250 points au classement ATP et leur liste peut également varier chaque année.

Hors du circuit principal, les joueurs s'affrontent dans les épreuves de deux circuits secondaires :
- celles de l'ATP Challenger Tour, organisé par l'ATP, dont les épreuves sont dotées de 50 000 à 150 000 $ (circuit créé en 1978).
- celles du circuit masculin de l'ITF, organisé par l'ITF, dont les épreuves, nommées tournois Futures (créés en 1998), sont dotées de 15 000 à 25 000 $.